# Kaizers Orchestra
Kaizers Orchestra – norweski zespół rockowy założony w 2000 roku. Frontowymi postaciami w grupie są wokalista Janove Ottesen i gitarzysta Geir Zahl, którzy grają ze sobą od 1991 r., kiedy to założyli swój pierwszy zespół Blod, Snått & Juling.
Debiutancki album Kaizers Orchestra, Ompa til du dør (2001), osiągnął ogromny sukces w Norwegii i utorował grupie drogę poza granice ojczyzny. Dzięki licznym występom na festiwalach rockowych, zespół zyskał popularność m.in. w Danii, Niemczech, Holandii i Austrii. 
Kaizers Orchestra uznawani są za jedną z najlepszych koncertowych grup Skandynawii, słynącą z wykorzystywania, oprócz klasycznych instrumentów (w tym fisharmonii), także takich przedmiotów, jak beczki, łomy, felgi, popielniczka. Nieodzownym elementem towarzyszącym występom zespołu są również maski przeciwgazowe.
Muzyka Kaizers Orchestra to połączenie energetycznego rocka z elementami wschodnioeuropejskiego folku. Mieszankę tę określa się też czasem mianem cygańskiego rocka lub ompa rocka. Teksty pisane są po norwesku, w dialekcie Bryne, i opowiadają mroczne historie związane z mafią, rosyjską ruletką, ruchem oporu, ofiarami wojennymi, żeglarzami i szpitalami psychiatrycznymi. Swoisty świat piosenek Kaizers Orchestra współtworzą także liczne tajemnicze postaci, przewijające się w utworach, m.in. Mr. Kaizer, na którego cześć zespół przyjął swoją nazwę.

## Skład
- Janove Ottesen - wokal, gitara, tamburyn
- Geir Zahl - gitara, wokal
- Terje Vinterstø - gitara, wokal, mandolina
- Rune Solheim - perkusja
- Helge Risa - fisharmonia, instrumenty klawiszowe
- Øyvind Storesund - kontrabas

## Dyskografia
Albumy studyjne
| Ompa Til Du Dør             | - Data: 1 września 2001 - Wydawca: Broiler Farm        | 1 | 22 | —  | —  |
| Evig Pint                   | - Data: 3 lutego 2003 - Wydawca: Broiler Farm          | 1 | 30 | —  | —  |
| Maestro                     | - Data: 15 sierpnia 2005 - Wydawca: Kaizerecords       | 1 | 3  | —  | 89 |
| Maskineri                   | - Data: 18 lutego 2008 - Wydawca: Petroleum Records    | 1 | 9  | —  | —  |
| Våre Demoner                | - Data: 27 kwietnia 2009 - Wydawca: Petroleum Records  | 1 | —  | —  | —  |
| Violeta Violeta Vol. I      | - Data: 31 stycznia 2011 - Wydawca: Petroleum Records  | 1 | 20 | 45 | —  |
| Violeta Violeta Vol. II     | - Data: 22 listopada 2011 - Wydawca: Petroleum Records | 1 | 21 | —  | —  |
| Violeta Violeta Vol. III    | - Data: 2 listopada 2012 - Wydawca: Petroleum Records  | 1 | —  | —  | —  |
| "—" album nie był notowany. |                                                        |   |    |    |    |

Albumy koncertowe
| Tytuł        | Dane dot. albumu                                 | Pozycja na liście |
| Tytuł        | Dane dot. albumu                                 | NOR               |
| ------------ | ------------------------------------------------ | ----------------- |
| Live at Vega | - Data: 15 kwietnia 2006 - Wydawca: Kaizerecords | 8                 |

## Nagrody i wyróżnienia
| Rok  | Kategoria         | Tytułem                | Nagroda          | Nota      | Źródło |
| ---- | ----------------- | ---------------------- | ---------------- | --------- | ------ |
| 2001 | Årets nykomer     | Ompa Til Du Dør        | Spellemannprisen | Nominacja | [ 11 ] |
| 2001 | Rock              | Ompa Til Du Dør        | Spellemannprisen | Laur      | [ 11 ] |
| 2002 | Musikkvideo       | "Mann Mot Mann"        | Spellemannprisen | Nominacja | [ 11 ] |
| 2003 | Musikkvideo       | "Evig Pint"            | Spellemannprisen | Laur      | [ 11 ] |
| 2010 | Årets musikkvideo | "Hjertenusker"         | Spellemannprisen | Nominacja | [ 11 ] |
| 2011 | Rock              | Violeta Violeta Vol. I | Spellemannprisen | Nominacja | [ 11 ] |
| 2012 | Årets Spellemann  | Kaizers Orchestra      | Spellemannprisen | Nominacja | [ 11 ] |